# Indals-Lidens kommundel
Indals-Lidens kommundel är en av Sundsvalls kommuns åtta kommundelar. Den omfattar distrikten Indal, Liden och Holm och motsvarar den tidigare kommunen Indals-Liden. Tätortena Indal och Liden ligger i kommundelen.